# Olympiahalle
L'Olympiahalle è un impianto sportivo multifunzione di Monaco di Baviera, in Germania, facente parte del complesso sportivo dell'Olympiapark.

## Struttura
Viene utilizzato per concerti, eventi sportivi, mostre e fiere. In passato è stato utilizzato saltuariamente dall'ex squadra di hockey su ghiaccio EC Hedos München. L'Olympiahalle venne inaugurata nel 1972 e utilizzata per le gare di ginnastica artistica e pallamano ai Giochi della XX Olimpiade. La capienza della struttura variava da 12.150 a 14.000 spettatori a seconda dell'evento.
La capienza attuale è stata portata a 15.500 spettatori nel corso di una massiccia revisione completata nel 2010. Sono stati creati una nuova area Vip, un ristorante e un'arena sotterranea ("Kleine Olympiahalle") capace di ospitare fino a 4.000 spettatori.
L'Olympiahalle ospita l'annuale sei giorni di Monaco di Baviera, gara di ciclismo su pista. Molti altri importanti eventi internazionali si sono svolti in questa struttura, tra cui i Campionati mondiali di pattinaggio di figura del 1974 e del 1991, i preliminari del Campionato mondiale di hockey su ghiaccio del 1975 e le finali della stessa manifestazione nel 1983 e 1993.
Vi si sono disputati anche importanti eventi di pallacanestro e fra essi le fasi finali dell'EuroBasket 1993 e della Eurolega Final Four del 1989  and 1999.
Eventi della World Wrestling Federation/Entertainment sono stati più volte esposti alla Olympiahalle dal 1992.
Nel 2004 ha ospitato tre tappe del Live at Last Tour di Anastacia.
La struttura ha ospitato nel 2007 gli MTV Europe Music Awards il 1º novembre. Questo fu l'ultimo evento prima dell'inizio dei lavori di ristrutturazione.
Tina Turner è l'artista che si è esibita il maggior numero di volte all'Olympiahalle, con 23 concerti.